# Varogne
Cet article possède un paronyme, voir Valognes.
Varogne est une commune française située dans le département de la Haute-Saône, la région culturelle et historique de Franche-Comté et la région administrative Bourgogne-Franche-Comté.

## Géographie

### Climat
Pour des articles plus généraux, voir Climat de la Bourgogne-Franche-Comté et Climat de la Haute-Saône.
En 2010, le climat de la commune est de type climat de montagne, selon une étude du Centre national de la recherche scientifique s'appuyant sur une série de données couvrant la période 1971-2000. En 2020, Météo-France publie une typologie des climats de la France métropolitaine dans laquelle la commune est exposée à un climat semi-continental et est dans la région climatique  Lorraine, plateau de Langres, Morvan, caractérisée par un hiver rude (1,5 °C), des vents modérés et des brouillards fréquents en automne et hiver. 
Pour la période 1971-2000, la température annuelle moyenne est de 10 °C, avec une amplitude thermique annuelle de 17,1 °C. Le cumul annuel moyen de précipitations est de 1 100 mm, avec 13,1 jours de précipitations en janvier et 10,1 jours en juillet. Pour la période 1991-2020, la température moyenne annuelle observée sur la station météorologique de Météo-France la plus proche, « Saulx-de-Vesoul », sur la commune de Saulx à 6 km à vol d'oiseau, est de 10,9 °C et le cumul annuel moyen de précipitations est de 1 066,3 mm. 
La température maximale relevée sur cette station est de 39,5 °C, atteinte le 25 juillet 2019 ; la température minimale est de −21 °C, atteinte le 13 janvier 1987,,. 
Les paramètres climatiques de la commune ont été estimés pour le milieu du siècle (2041-2070) selon différents scénarios d'émission de gaz à effet de serre à partir des nouvelles projections climatiques de référence DRIAS-2020. Ils sont consultables sur un site dédié publié par Météo-France en novembre 2022.

## Urbanisme

### Typologie
Au 1er janvier 2024, Varogne est catégorisée commune rurale à habitat dispersé, selon la nouvelle grille communale de densité à sept niveaux définie par l'Insee en 2022.
Elle est située hors unité urbaine. Par ailleurs la commune fait partie de l'aire d'attraction de Vesoul, dont elle est une commune de la couronne,. Cette aire, qui regroupe 158 communes, est catégorisée dans les aires de 50 000 à moins de 200 000 habitants,.

### Occupation des sols
L'occupation des sols de la commune, telle qu'elle ressort de la base de données européenne d’occupation biophysique des sols Corine Land Cover (CLC), est marquée par l'importance des territoires agricoles (64 % en 2018), une proportion identique à celle de 1990 (64 %). La répartition détaillée en 2018 est la suivante : 
terres arables (42,2 %), forêts (30,8 %), prairies (21,7 %), zones urbanisées (5,3 %), zones agricoles hétérogènes (0,1 %). L'évolution de l’occupation des sols de la commune et de ses infrastructures peut être observée sur les différentes représentations cartographiques du territoire : la carte de Cassini (XVIIIe siècle), la carte d'état-major (1820-1866) et les cartes ou photos aériennes de l'IGN pour la période actuelle (1950 à aujourd'hui).

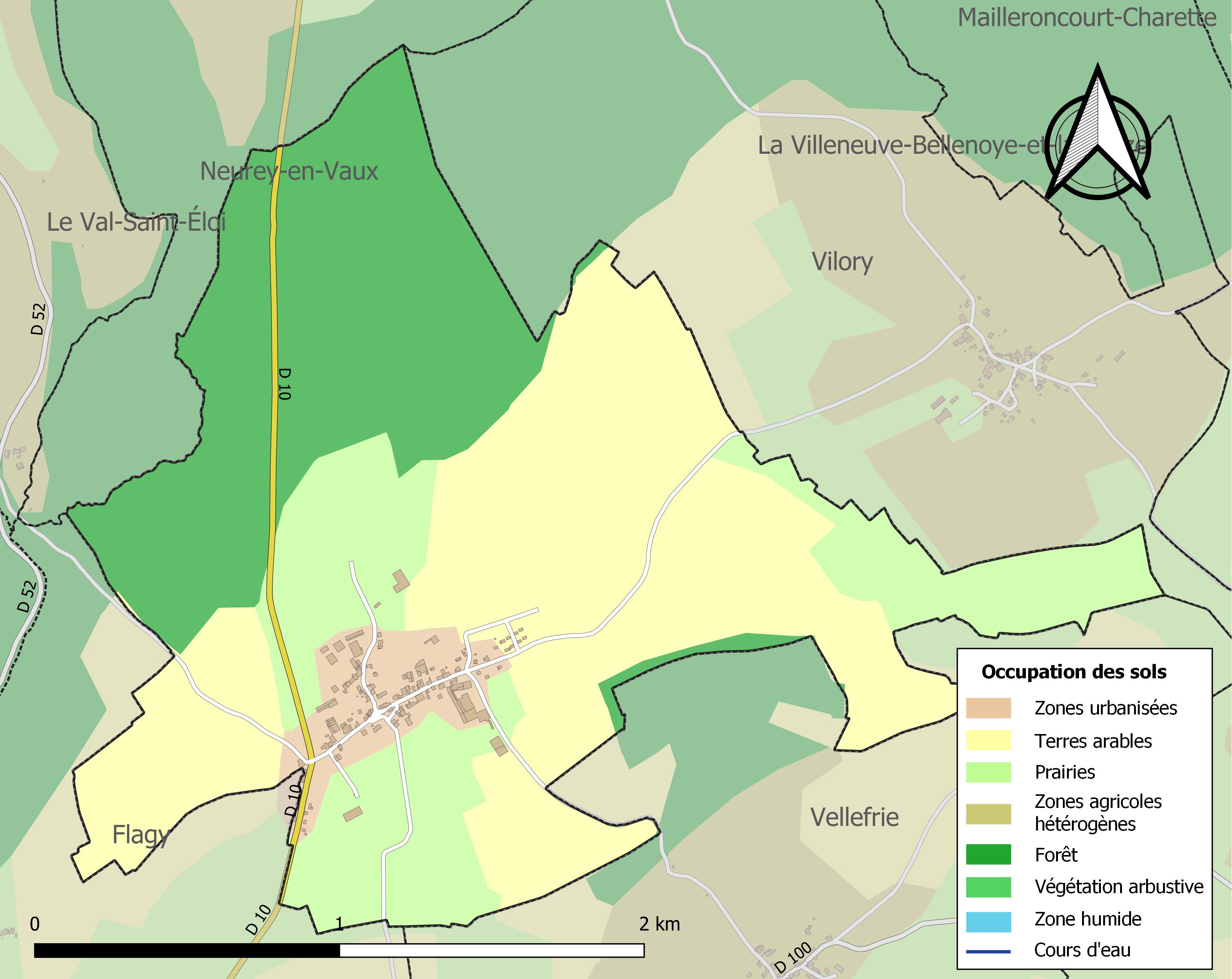
Carte des infrastructures et de l'occupation des sols de la commune en 2018 (CLC).

## Histoire

### Étymologie
Deux origines croisées peuvent expliquer le nom du village :
La première en ferait un hydronyme de même origine que ''Varenne'', très commun dans toute la France, et qui désigne notamment un affluent de la Mayenne ainsi que plusieurs ruisseaux, forêts humides et localités. Son origine serait pré-latine (varana) ou gauloise (varidu/vardu), formé sur l'indo-européen ''vara'' (eau, sanscrit ''vari''), aussi à l'origine du nom de la rivière ''Gard'' que Sidoine Apollinaire nomme ''Vardo ou Wardo'' au Ve siècle, ainsi que du nom commun ''gardon''.
Deux éléments viennent renforcer cette hypothèse :
Tout d'abord un homonyme ''les bois de la Varogne'' : situés sur la commune de Breuilaufa, dans le limousin, ces bois très humides sont bordés par la rivière du Vincou.
Ensuite, la présence de plusieurs ruisseaux et sources sur le territoire de la commune, et notamment du ruisseau de Vienne, hydronyme très fréquent qui trouverait son origine dans le celtique ''vigenna'' qui aurait signifié ''marais''.
Cet hydronyme de départ a pu être influencé par le terme de ''warenne'' (Grande Charte de Jean sans Terre) de même origine que ''garenne'', qui désignait un domaine de chasse ou de pêche réservé et dont l'origine contestée pourrait provenir du celtique continental ''varros'' (poteau), et par extension ''varenna'' (enceinte entourée de poteaux) ou du germanique ''wardon'' (garder) qui a donné l'anglais juridique ''warden'' (tuteur, gardien).
D'autre part, le terme de ''varaigne'', pouvant également s'écrire vareigne ou varagne, et qui désigne maintenant une vanne de petite taille commandant l'entrée d'un étroit canal d'alimentation des claires (ruisson ou russon) en Charente-Maritime, avait auparavant le sens plus large de ''qui garde les eaux'' (1186 warren ''barrage de vivier'' ou par extension ''vivier'').

## Politique et administration

### Rattachements administratifs et électoraux
La commune fait partie de l'arrondissement de Vesoul du département de Saône-et-Loire, en région Bourgogne-Franche-Comté. Pour l'élection des députés, elle dépend de la première circonscription de la Haute-Saône.
Varogne faisait partie depuis 1801 du canton de Vesoul. Celui-ci est scindé en 1973 et la commune intègre le canton de Vesoul-Est. Dans le cadre du redécoupage cantonal de 2014 en France, la commune fait désormais partie du canton de Vesoul-2.

### Intercommunalité
Varogne était membre de la communauté de communes des six villages, créée le 31 décembre 1994 et qui regroupait, en 2013, moins de 800 habitants.
L'article 35 de la loi n° 2010-1563 du 16 décembre 2010 « de réforme des collectivités territoriales » prévoyant d'achever et de rationaliser le dispositif intercommunal en France, et notamment d'intégrer la quasi-totalité des communes françaises dans des EPCI à fiscalité propre, dont la population soit normalement supérieure à 5 000 habitants, les communautés de communes : 
- Agir ensemble ;  
- de la Saône jolie ; 
- des six villages ; 
et les communes isolées de Bourguignon-lès-Conflans, Breurey-lès-Faverney et Vilory ont été regroupées pour former le 1er janvier 2014 la communauté de communes Terres de Saône, dont est désormais membre la commune.

### Liste des maires

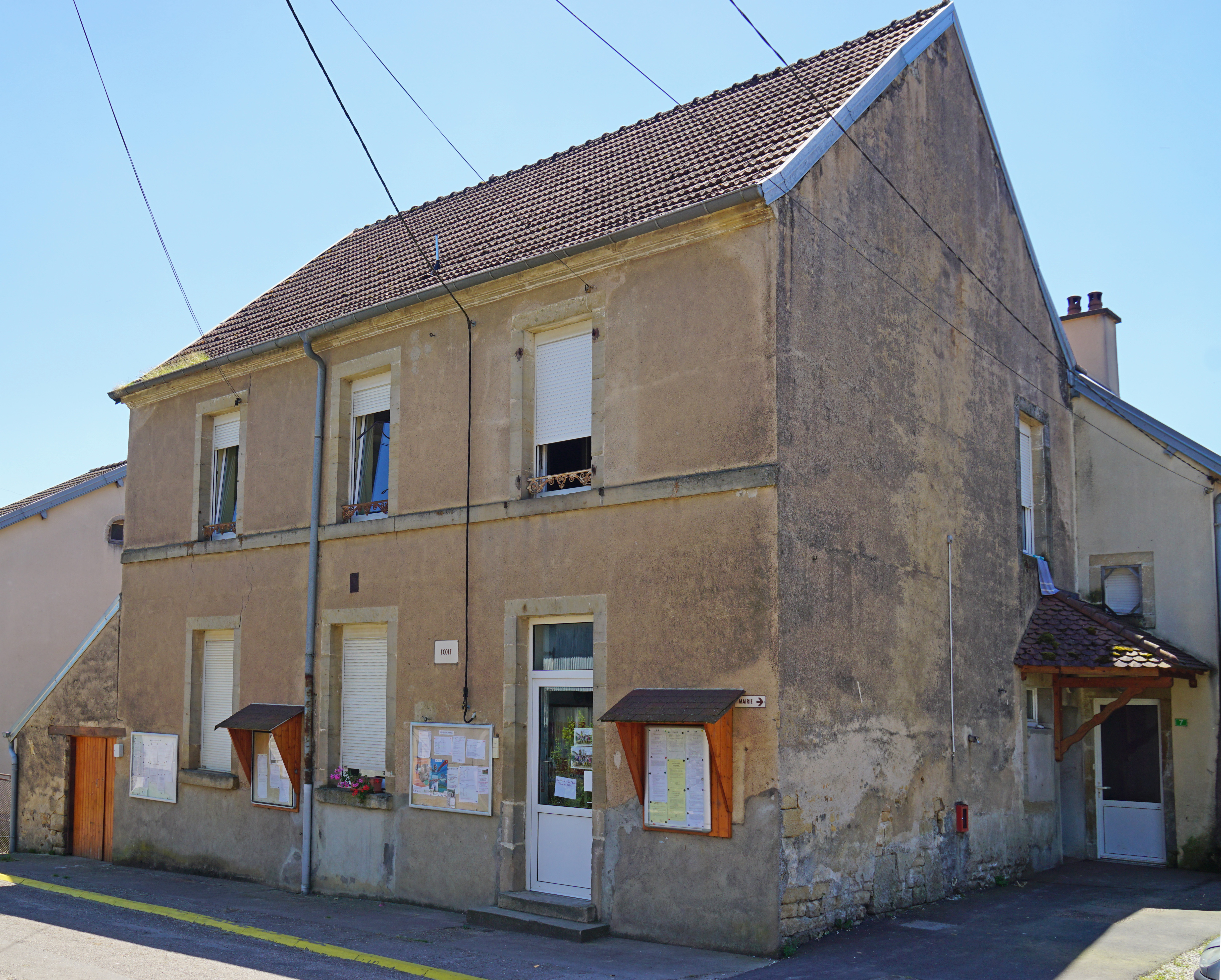
La mairie-école.

| Période                                  | Période                   | Identité         | Étiquette | Qualité                                  |
| ---------------------------------------- | ------------------------- | ---------------- | --------- | ---------------------------------------- |
| Les données manquantes sont à compléter. |                           |                  |           |                                          |
| avant 1988                               | mars 2008                 | Gérard Bay       |           |                                          |
| mars 2008                                | En cours (au 2 août 2015) | Bernard Bulliard |           | Retraité Réélu pour le mandat 2014-2020, |

## Population et société

### Démographie
L'évolution du nombre d'habitants est connue à travers les recensements de la population effectués dans la commune depuis 1793. Pour les communes de moins de 10 000 habitants, une enquête de recensement portant sur toute la population est réalisée tous les cinq ans, les populations de référence des années intermédiaires étant quant à elles estimées par interpolation ou extrapolation. Pour la commune, le premier recensement exhaustif entrant dans le cadre du nouveau dispositif a été réalisé en 2008.

En 2022, la commune comptait 156 habitants, en évolution de +10,64 % par rapport à 2016 (Haute-Saône : −1,4 %, France hors Mayotte : +2,11 %).
| 1793 | 1800 | 1806 | 1821 | 1831 | 1836 | 1841 | 1846 | 1851 |
| ---- | ---- | ---- | ---- | ---- | ---- | ---- | ---- | ---- |
| 264  | 289  | 288  | 319  | 305  | 301  | 313  | 287  | 287  |

| 1856 | 1861 | 1866 | 1872 | 1876 | 1881 | 1886 | 1891 | 1896 |
| ---- | ---- | ---- | ---- | ---- | ---- | ---- | ---- | ---- |
| 264  | 274  | 276  | 242  | 249  | 252  | 219  | 200  | 172  |

| 1901 | 1906 | 1911 | 1921 | 1926 | 1931 | 1936 | 1946 | 1954 |
| ---- | ---- | ---- | ---- | ---- | ---- | ---- | ---- | ---- |
| 186  | 156  | 165  | 153  | 162  | 148  | 155  | 136  | 129  |

| 1962 | 1968 | 1975 | 1982 | 1990 | 1999 | 2006 | 2008 | 2013 |
| ---- | ---- | ---- | ---- | ---- | ---- | ---- | ---- | ---- |
| 108  | 98   | 120  | 136  | 131  | 115  | 135  | 141  | 140  |

| 2018 | 2022 | - | - | - | - | - | - | - |
| ---- | ---- | - | - | - | - | - | - | - |
| 152  | 156  | - | - | - | - | - | - | - |

### Vie associative
Les associations...
On peut noter que plusieurs associations œuvres sur le territoire communal :
- le Comité des Fêtes de Varogne, qui créé en 1984, a pour but de mettre à la disposition des habitants du village des activités de loisirs. Il est aujourd'hui présidé par Fabien Grossot.
- l'Association communale de chasse agréée de Varogne (ACCA). Elle a entre autres pour mission d’assurer une bonne organisation de la chasse, et de favoriser sur son territoire le développement du gibier et de la faune sauvage.
- l'Association foncière de Varogne.
- les Amis des écoles du RPI qui organisent des manifestations dans sur les communes du regroupement pédagogique en vue de réunir des fonds pour aider les écoles.

... et leurs manifestations
- des "Après-midis jeux" dans lesquels sont conviés les Varognots pour jouer et faire des découvrir des jeux.
- des concerts.
- un vide-greniers organisé par le Comité des fêtes et l'ACCA, principalement en juin-juillet.
- le repas du village en juin.
- la "Journée détente" en août, cette manifestation est l'héritière de la fête patronale qui avait lieu tous les ans pour la Saint-Barthélémy. Cette journée est organisée conjointement par la municipalité et le Comité des fêtes. Elle a pour vocation de rassembler les familles du village autour d'un repas suivi de nombreux jeux. C'est l'occasion pour les nouveaux venus dans la commune de faire connaissance.
- un goûter de Noël, organisé par le Comité et soutenu par la municipalité.

## Culture locale et patrimoine

### Lieux et monuments

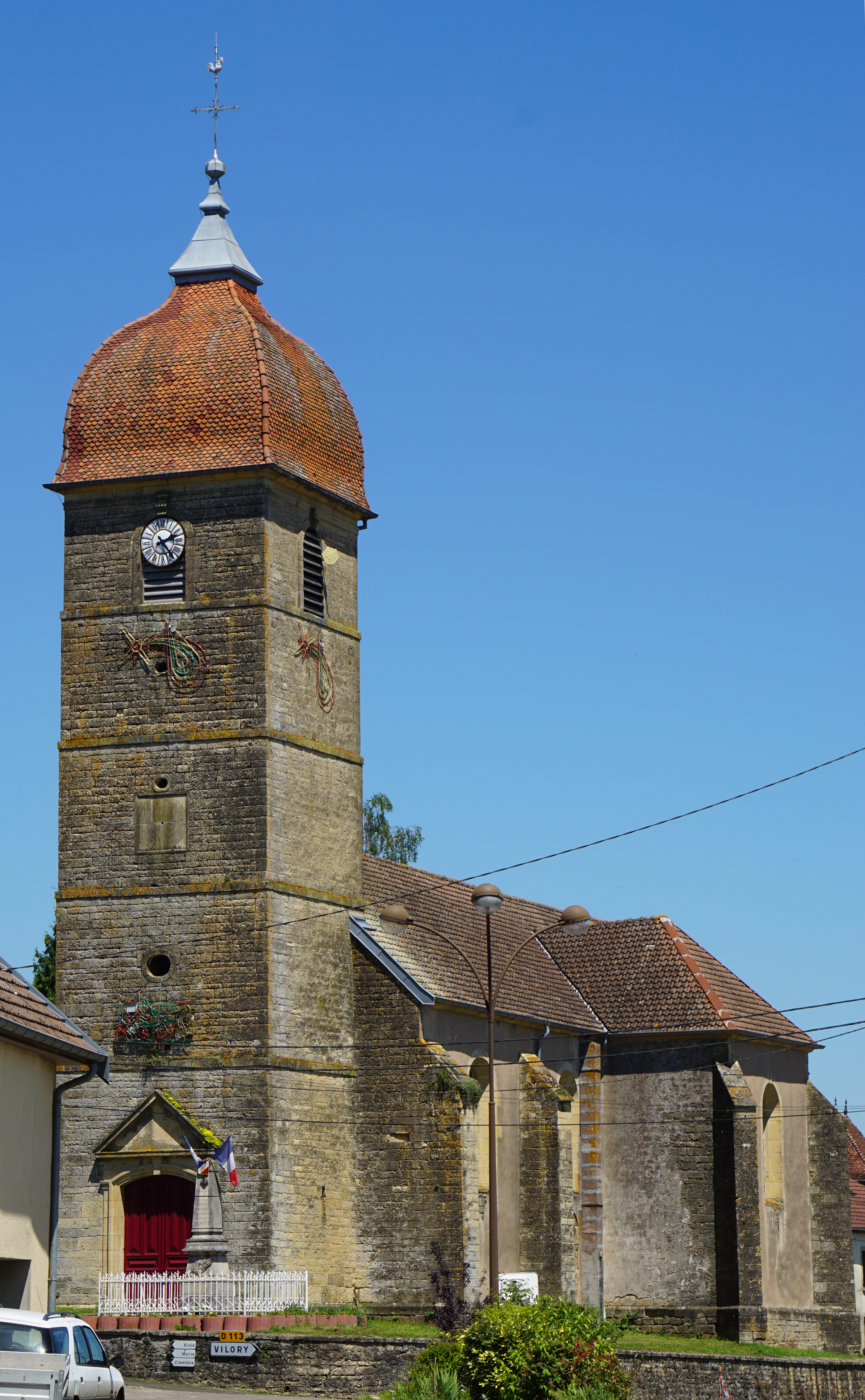
L'église.

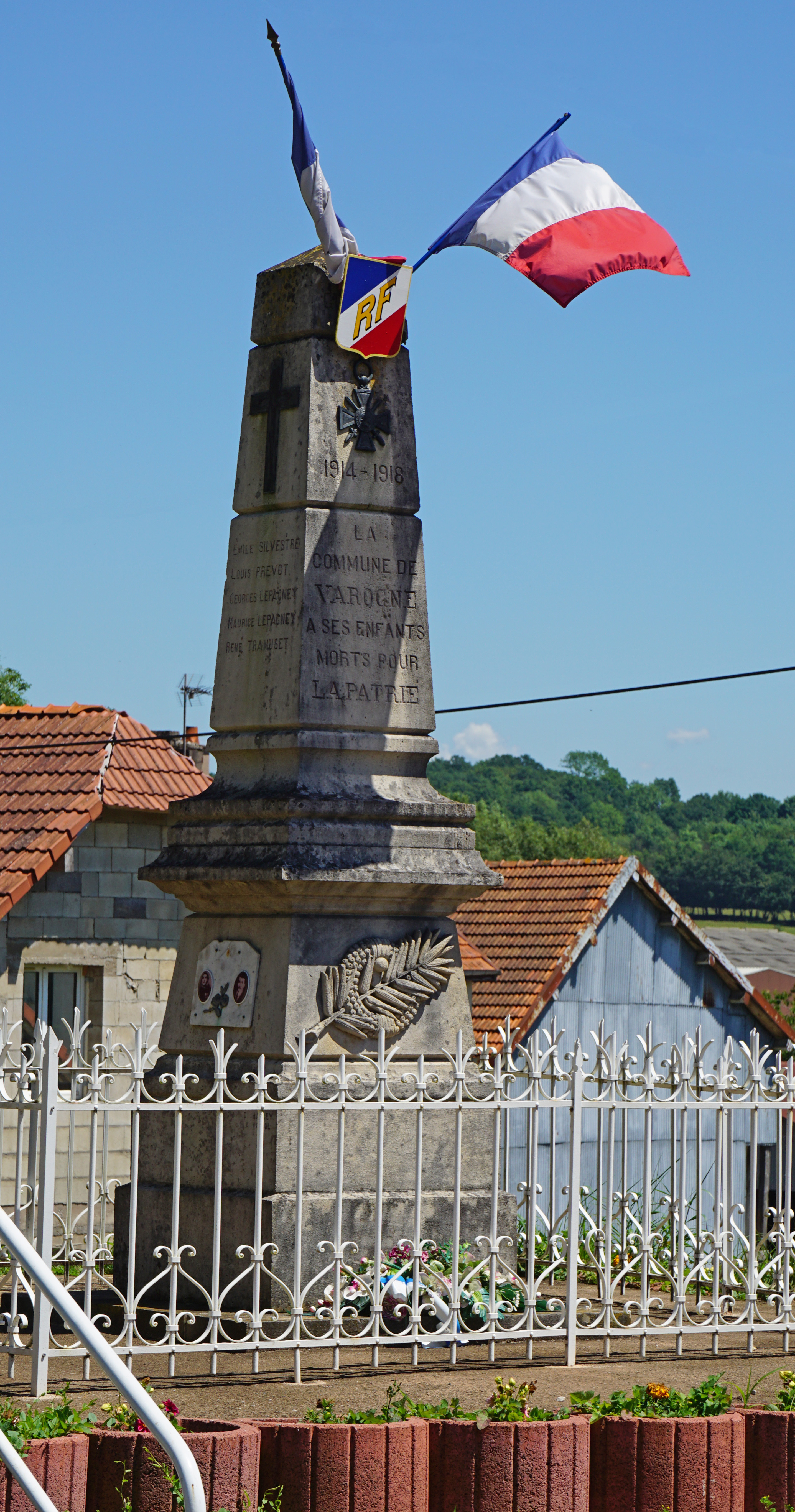
Monument aux morts.

- Varogne et Vilory disposent en commun d'une église et d'un cimetière. L'église est située en plein cœur de Varogne et le cimetière au nord de la commune sur la rue de la Corne.
- L'église est consacrée à saint Barthélémy.
- Une fontaine-lavoir de laquelle sort une eau invariablement à 10 °C et dont le débit est constant excepté lorsqu'il y a des orages.
- Vestiges de la voie romaine de Port-sur-Saône à Luxeuil appelés Chemin des Sarassins.

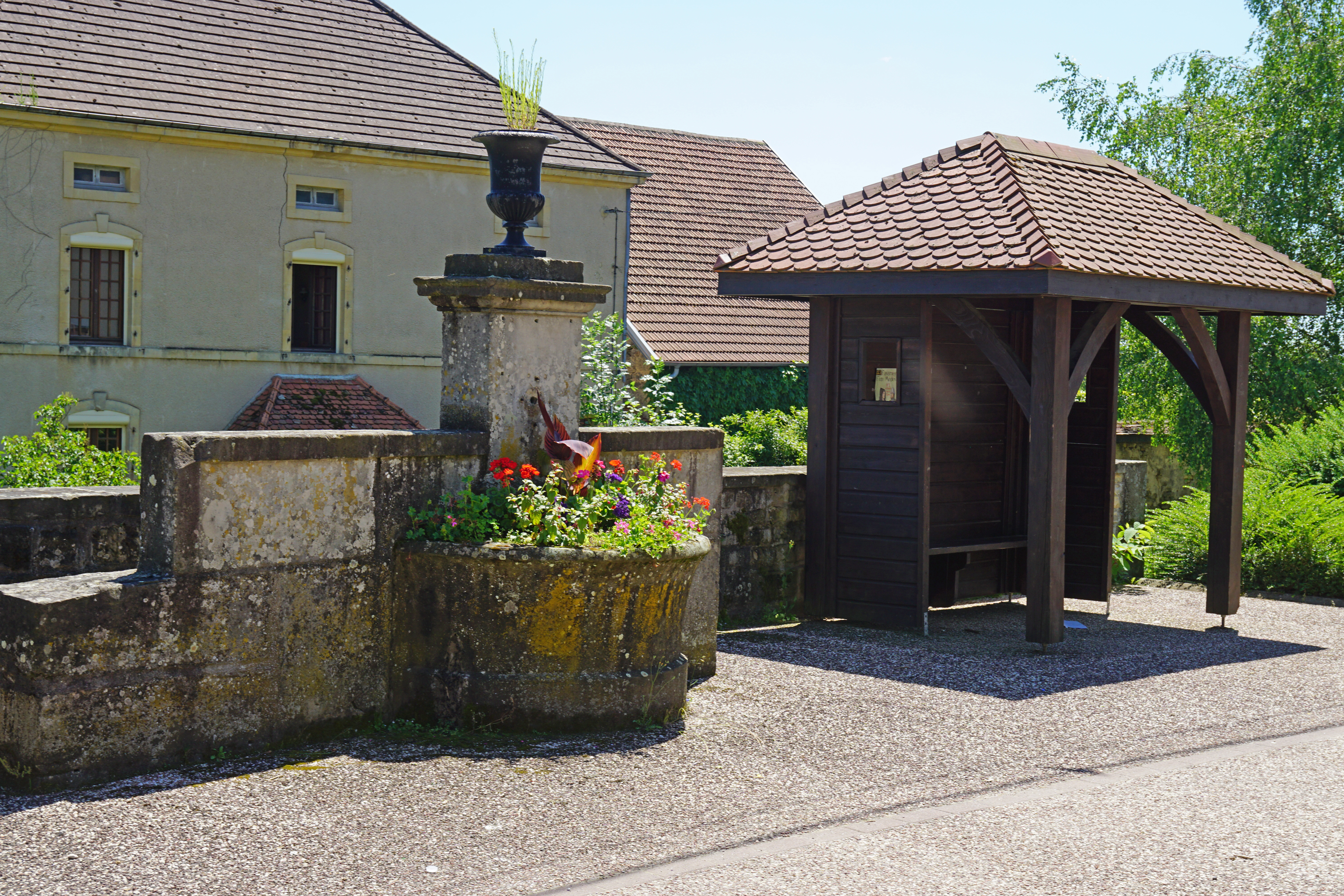
Ancienne fontaine.
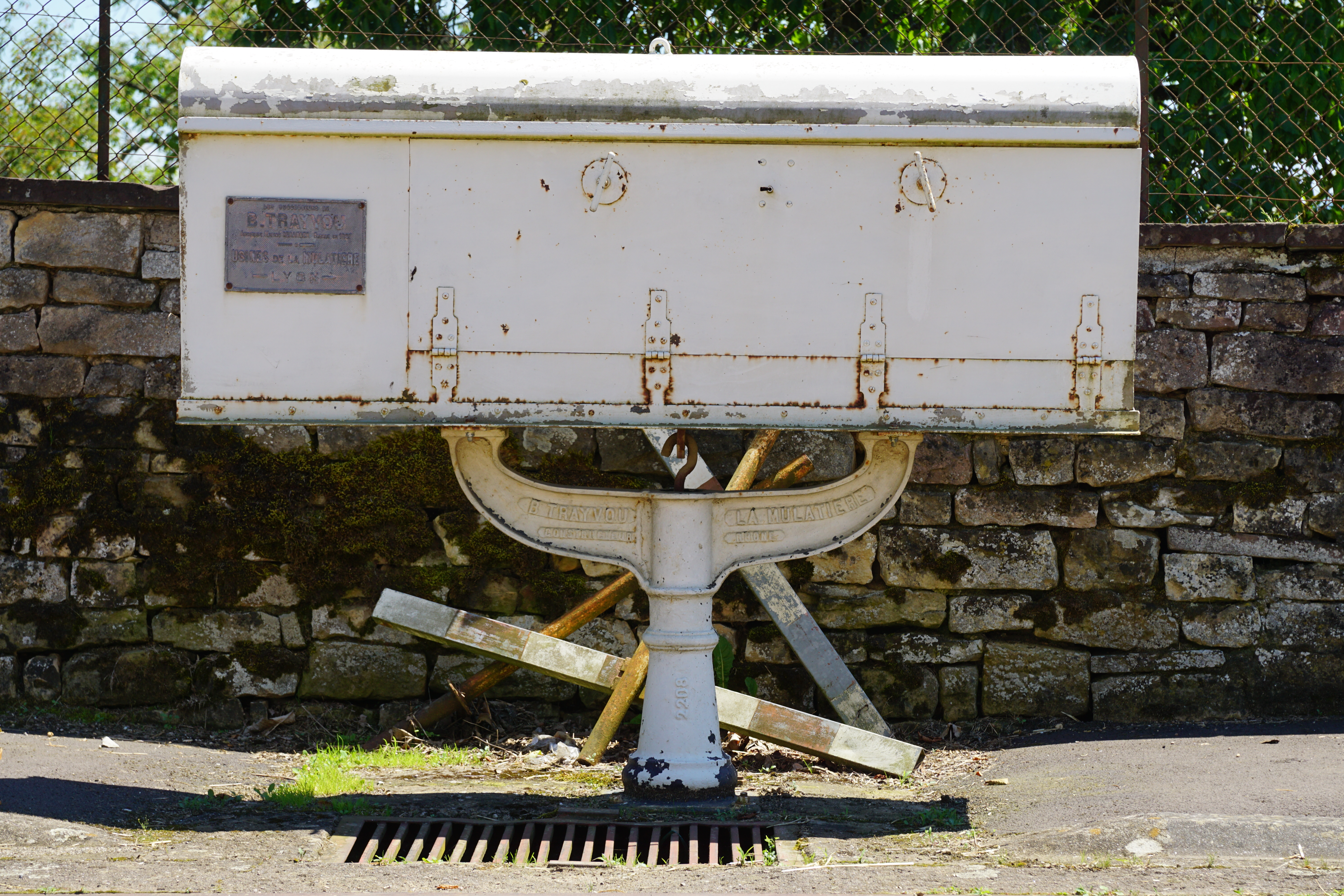
Balance de la bascule.
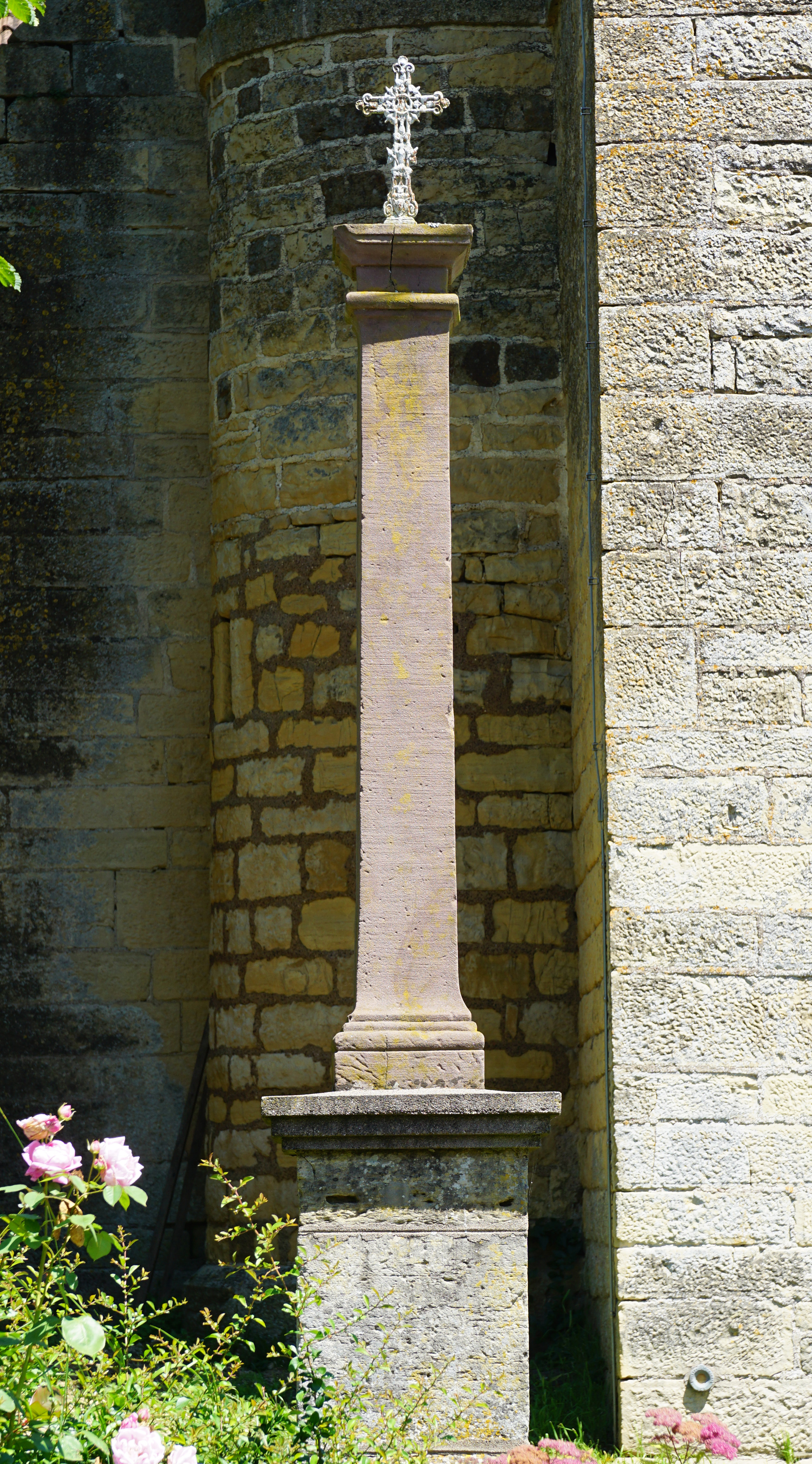
Croix.
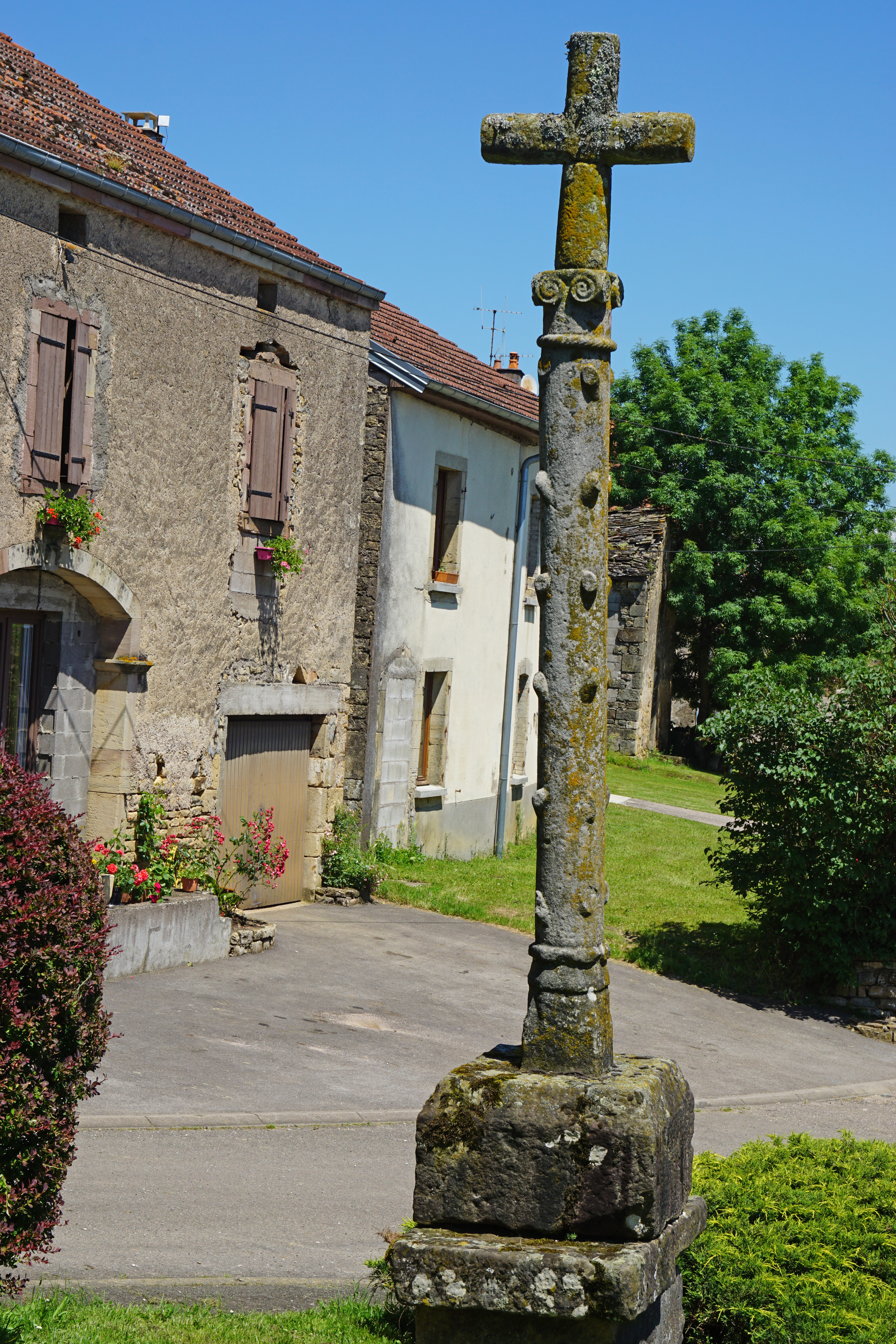

## Héraldique
| Blason de Varogne | Blason  | Coupé: au 1) d'azur au lion issant couronné d'or, armé et lampassé de gueules; au 2) de gueules au chevron versé pignonné contre-pignonné d'or, surmonté d'une quintefeuille versée du même; à la fontaine dite de la « Vieille Cave » du lieu d'argent ajourée et maçonnée de sable, mouvant des flancs et brochant sur la partition. |
| Blason de Varogne | Détails | Création N. Vernot. Adopté le 3 mars 2023. |